# Автоматичне розпізнавання вмісту
Автоматичне розпізнавання вмісту (скорочено ACR) — технологія ідентифікації, яка розпізнає вміст, який відтворюється на мультимедійному пристрої або присутній у мультимедійному файлі. Пристрої, що містять підтримку ACR, дозволяють користувачам швидко отримувати додаткову інформацію про вміст, який вони бачать, за допомогою будь-якого введення чи пошуку користувачів. Наприклад, розробники програми можуть надавати глядачам персоналізований додатковий вміст.

## Як це працює
Щоб розпочати розпізнавання, вибрано короткий медіа-кліп (аудіо, відео чи обидва). Цей відрізок можна вибрати з медіафайлу або записати пристроєм. За допомогою таких алгоритмів, як цифрові відбитки, береться інформація з фактичного сприйманого вмісту та порівнюється з базою даних еталонних відбитків пальців, кожен з яких   відповідає відомій записаній роботі. База даних може містити метадані про роботу та пов'язану з нею інформацію, включаючи додаткові носії інформації. Якщо збіг відбитка мультимедійного кліпу відповідає, програма для ідентифікації надає відповідні метадані клієнтській програмі.

## Відбитки пальців та водяні знаки
Аудіозапис ACR зазвичай використовується на ринку. Дві провідні методики — це акустичні відбитки пальців та водяні знаки. Інший поширений підхід — використання дактилоскопії відео.
Акустичні відбитки пальців генерують унікальні відбитки пальців із самого вмісту. Прийоми відбитків пальців працюють незалежно від формату вмісту, кодеків, бітрейту та методів стиснення. Це дає можливість використання через мережі та канали. Тому він широко використовується для інтерактивного телебачення, додатків другого екрану та секторів моніторингу вмісту.  Популярні програми, такі як Shazam, YouTube, Facebook,  Thetake, WeChat та Weibo використовують методологію відбитків пальців, щоб розпізнати вміст, що відтворюється з телевізора, і викликати додаткові функції, такі як голосування, лотереї, теми чи покупки.
На відміну від відбитків пальців, цифровий водяний знак вимагає вставлення цифрових міток, що містять інформацію про вміст, у сам вміст перед розповсюдженням. Наприклад, кодер трансляції може вставляти водяний знак кожні кілька секунд, який можна використовувати для ідентифікації каналу трансляції, ідентифікатора програми та позначки часу. Водяний знак зазвичай не чутний або невидимий для користувачів. Термінальні пристрої, такі як телефони або планшети, зчитують водяні знаки, а не розпізнають відтворений вміст. Технологія нанесення водяних знаків використовується в галузі захисту засобів масової інформації, щоб простежити, звідки походять нелегальні копії.
Next/Market Insights очікує, що 2,5 мільярда пристроїв будуть інтегровані з технологією ACR для забезпечення синхронізованого перегляду відео в прямому ефірі та на замовлення.

## Історія
У 2011 році технологія ACR була застосована до телевізійного контенту службою Apple Shazam, яка привернула увагу телевізійної галузі. Раніше Shazam був службою розпізнавання музики, яка розпізнавала музику із звукозаписів. Використовуючи власну технологію відбитків пальців для ідентифікації прямих каналів та відео, Shazam розширив свій бізнес на телевізійні програми. У 2012 році постачальник супутникового зв'язку ATT DIRECTV співпрацював із постачальником програмного забезпечення Viggle для забезпечення інтерактивного перегляду на другому екрані. У 2013 році LG співпрацює з Cognitive Networks (пізніше придбана Vizio і перейменована в Inscape), постачальником ACR, для забезпечення взаємодії, керованої ACR. У 2015 році технологія ACR поширилася на ще більше додатків та смарт-телевізорів. Виробники соціальних додатків та телевізорів, такі як Facebook, Twitter, Google, WeChat, Weibo, LG, Samsung та Vizio TV, використовують технологію ACR, розроблену власноруч або інтегровану від сторонніх постачальників ACR. У 2016 році були доступні додаткові програми та мобільні ОС із вбудованими послугами автоматичного розпізнавання вмісту, включаючи Peach, Omusic та Xiaomi MiUI.  

## Програми

### Ідентифікація вмісту
Технологія ACR допомагає аудиторії легко отримувати інформацію про вміст, який вони переглядали. Для смарт-телевізорів та додатків із вбудованою технологією ACR аудиторія може перевірити назву пісні, яка відтворюється, або опис фільму, який вони переглядали. Окрім цього, ідентифікований відео- та музичний вміст може бути пов’язаний з провайдерами вмісту в Інтернеті для перегляду на вимогу, третіми сторонами для отримання додаткової довідкової інформації або додатковими носіями.

### Покращення вмісту
Оскільки пристрої можуть "усвідомлювати" вміст, який переглядається або прослуховується, пристрої другого екрану можуть подавати користувачам додатковий вміст, який не є представленим на основному екрані перегляду. Технологія ACR може не тільки ідентифікувати вміст, але й визначити точне місце розташування всередині вмісту. Таким чином, додаткова інформація може бути представлена користувачеві. ACR може забезпечити різноманітні інтерактивні функції, такі як опитування, купони, лотерея або придбання товарів на основі відмітки часу. 

### Вимірювання аудиторії
Показники вимірювання аудиторії в реальному часі тепер можна досягти, застосовуючи технологію ACR у смарт-телевізорах, телевізійних приставках та мобільних пристроях, таких як смартфони та столи. Ці дані вимірювання вкрай необхідні для кількісної оцінки споживання аудиторії для встановлення політики ціноутворення на рекламу.

### Моніторинг трансляції
Для рекламодавців та власників вмісту життєво важливо знати, коли та де відтворювався їхній вміст. Традиційно агенції або рекламодавці повинні проводити аудит презентації вручну. У масштабі це можна перевірити лише за допомогою статистичного методу вибірки. Технологія ACR дозволяє автоматично контролювати вміст, що відтворюється на телевізорі. Такої інформації, як час відтворення, тривалість, частота, можна отримати без будь-яких ручних зусиль.  Багато людей висловили певне занепокоєння однак щодо інформації, яку ці смарт-телевізори розсилають компаніям, що збирають ці дані. Однак майже у кожному наборі є можливість вимкнути цю функцію.
Альтернативні підходи — це автоматизовані технології розпізнавання вмісту на основі відео. Це набір технологій, що обертаються навколо конвергенції відео та ТБ скрізь що зробить аудіо- та цифрові методи водяних знаків не здатними обробляти мільйони унікальних потоків та мільярди годин відеоматеріалів, що підлягають перегляду з вилученням метаданих або збагачений щодо вмісту в режимі реального часу. Там, де акустичний відбиток пальців не вдається сформувати на базі даних еталонних відбитків пальців. Цифрові водяні знаки спираються на нав'язливі кард за кадром в етапах виробництва, що відбиваються на кожному фрагменті вмісту. Ефективність цих методів була поставлена під сумнів на основі їх передбачуваної нездатності ефективно масштабувати кількість відео, що генерується. На практиці для монетизації та інших додатків ACR, що базуються на користувачах, довідкова база даних або наявність водяних знаків має охоплювати лише ті відео, які є об’єктами монетизації. Наприклад, відео, яке розміщується на YouTube і переглядається лише один раз, не повинно бути присутнім у світовій базі даних ACR або вражати водяним знаком.

## Постачальники технологій ACR
До постачальників послуг ACR належать ACRCloud, Red Bee Media, Digimarc, Gracenote, Kantar Media, Inscape Data Services та Shazam.